# مفتاح جزيئي

الدايريلثين مثال على مفتاح جزيئي متلون بالضوء

المفتاح الجزيئي (بالإنجليزية: Molecular switch)‏ هو جزيء يمكن أن يتخذ بشكل قابل للعكس هيئة أو أكثر من الهيئات المستقرة. يمكن أن تنتقل الجزيئات بين الهيئات استجابة لمنبهات بيئية مثل: تغيراتٍ في الأس الهيدروجيني، الضوء، درجة الحرارة، التيار الكهربائي أو البيئة المكروية أو وجود الأيونات والربائط الأخرى. في بعض الحالات، يتطلب الانتقال بين الحالات توليفة من هذه المنبهات. أقدم أشكال المفاتيح الجزيئية الاصطناعية هي مؤشرات الأس الهيدروجيني والتي تبدي ألوانا مميزة تبعا للأس الهيدروجيني. تعتبر المفاتيح الجزيئية الاصطناعية حاليًا ذات أهمية في مجال تقنية النانو لإمكانية تطبيقها في أجهزة الكمبيوتر الجزيئية أو أنظمة توصيل الدواء المتجاوبة. المفاتيح الجزيئية مهمة كذلك في علم الأحياء لأن العديد من الوظائف البيولوجية تعتمد عليها، على سبيل المثال التنظيم التفارغي والرؤية، وتعتبر أحد أبسط الأمثلة على الآلات الجزيئية.